# Animals United
Hiệp hội động vật hay Vương quốc thú (tựa tiếng Đức: Konferenz der Tiere và tựa tiếng Anh: Animals United) là bộ phim hoạt hình 3D năm 2010 của Đức, nó cũng có một chút sự hợp tác của Mỹ. Phim dựa theo một tác phẩm năm 1949 có cùng tên của nhà văn Đức Erich Kästner.

## Nội dung
Ở châu Phi, tại một hoang mạc rộng lớn, các con thú đang sống một cuộc sống yên vui thì bỗng nhiên có một người tỷ phú đến đây, ông bỏ tiền ra xây dựng một khu du lịch xinh đẹp nằm xa hoang mạc nhưng lại nằm gần nguồn nước của một con sông nhỏ. Con sông này trước giờ luôn chảy ngang qua hoang mạc cho các con thú uống nước, nhưng vốn tính tham lam nên ông tỷ phú chiếm dụng luôn nguồn nước như là của riêng mình để phục vụ khách du lịch, bỏ lại cho các con thú một con sông khô cằn y như hạn hán. Tất cả các loài thú vô cùng tức giận, chúng quyết định hợp tác với nhau lấy lại nguồn nước cho bằng được, không những chỉ có thú châu Phi mà nhiều con thú nước ngoài cũng tham gia vào vụ này.

## Diễn viên lồng tiếng Đức
- Ralf Schmitz - Meerkat Billy
- Thomas Fritsch - Sư tử Sokrates
- Bastian Pastewka - Voi Angie
- Bianca Krahl - Hươu cao cổ Gisela
- Margot Rothweiler - Rùa Winifred
- Peter Gröger - Rùa Winston
- Constantin von Jascheroff - Meerkat Bonnie
- Nicola Devico Mamone - Trâu rừng Chino
- Christoph Maria Herbst - Gà trống Charles
- Oliver Kalkofe - Ông Smith
- Frank Schaff - Meerkat Junior
- Tilo Schmitz - Tê giác Biggie

## Diễn viên lồng tiếng Mỹ
- James Corden - Meerkat Billy
- Stephen Fry - Sư tử Socrates
- Joanna Lumley - Hươu cao cổ Giselle
- Dawn French - Voi Angie
- Jim Broadbent - Rùa Winston
- Vanessa Redgrave - Rùa Winifred
- Billie Piper - Meerkat Bonnie, vợ Billy
- Andy Serkis - Gà trống Charles
- Jason Donovan - Kangaroo Toby
- Omid Djalili - Bongo
- Mischa Goodman - Junior, con trai Billy và Bonnie
- Bella Hudson - Gấu Bắc Cực Sushi
- Oliver Green - Gấu túi Ken
- Jason Griffith - Tinh tinh Toto
- Sean Schemmel - Tê giác Biggie
- Marc Thompson - Trâu rừng Chino
- Pete Zarustica - Smiley, quỷ Tasmania